# Лопатина, Екатерина Андреевна
Екатери́на Андре́евна Лопа́тина (21 ноября 1908, Шукавка, Воронежская губерния — 1 марта 1991, Перелешино, Воронежская область) — звеньевая полеводческой бригады отделения «Кусты» свеклосовхоза «Михайловский», Герой Социалистического Труда.

## Биография
Родилась 8 ноября (21 ноября по новому стилю) 1908 года в селе Шукавка посёлок Верхнехавского района Воронежской области. Русская.
С апреля 1934 года работала колхозницей, а затем звеньевой полеводческой бригады отделения «Кусты» свеклосовхоза «Михайловский».
За получение высокого урожая ржи на площади 8 га Указом Президиума Верховного Совета СССР от 18 мая 1948 года Лопатиной Екатерине Андреевне присвоено звание Героя Социалистического Труда с вручением ордена Ленина и золотой медали «Серп и Молот».
До января 1964 года продолжала работать звеньевой в свеклосовхозе «Михайловский». Затем работала на овощном участке совхоза «Заря».
В последние годы жизни жила в посёлке Перелешино Панинского района Воронежской области. 
Умерла 1 марта 1991 года. Похоронена в посёлке Перелешино.
Награждена орденом Ленина, медалями.
В 2015 году на Аллея Героев в посёлке Панино ей был установлен бюст.